# Der Nelkenkönig
Der Nelkenkönig ist eine zwölfteilige deutsche Familienserie, die als einstündige Folgen um 19:25 Uhr im ZDF ausgestrahlt wurden. Produziert wurde die Serie von der Phoenix Film. Die Titelrolle übernahm Hans Teuscher. Weitere Hauptrollen waren mit Karin Eickelbaum, Ursula Karven, Thomas Naumann und Margot Hielscher besetzt. Im Verlag Bastei Lübbe kam ein Roman zur Fernsehserie von Elfie Ligensa heraus. Die Titelmelodie zur Serie erschien 1994 auf der Kompilation Die schönsten Melodien aus dem ZDF.

## Schauspieler und Rollen
Die folgende Tabelle zeigt die Hauptdarsteller. Daneben waren auch namhafte Gastdarsteller wie Wolfgang Völz, Ingrid van Bergen, Herbert Fux, Edith Hancke, Volker Brandt und Martin Halm dabei.
| Schauspieler          | Rolle             | Episoden |
| --------------------- | ----------------- | -------- |
| Hans Teuscher         | August König      | 12       |
| Karin Eickelbaum      | Ruth König        | 12       |
| Ursula Karven         | Evelyn König      | 12       |
| Thomas Naumann        | Anselm Schröder   | 12       |
| Margot Hielscher      | Lydia von Beck    | 12       |
| Karl Schönböck        | Johann von Beck   | 12       |
| Jürgen Goslar         | Siegfried Bebel   | 12       |
| Gudrun Okras          | Herta Kowalski    | 12       |
| Marion Kracht         | Susanne           | 12       |
| Rolf Becker           | Peter Stavenhagen | 12       |
| Bobby Hirsch          | Frank von Damm    | 12       |
| Horst Frank           | Von Hagenow       | 12       |
| Hans-Werner Bussinger | Frenkel           | 12       |

## Episodenliste
| Folge | Titel                       | Ausstrahlung     |
| ----- | --------------------------- | ---------------- |
| –     | Der Nelkenkönig (Pilotfilm) | 26. Januar 1994  |
| 1     | Irren ist menschlich        | 28. Januar 1994  |
| 2     | Riskante Geschäfte          | 4. Februar 1994  |
| 3     | Alte Schulden               | 11. Februar 1994 |
| 4     | Mal oben, mal unten         | 18. Februar 1994 |
| 5     | Der Traum ist aus           | 25. Februar 1994 |
| 6     | Der König ist tot           | 4. März 1994     |
| 7     | Zu neuen Ufern              | 11. März 1994    |
| 8     | Im goldenen Käfig           | 18. März 1994    |
| 9     | In letzter Minute           | 25. März 1994    |
| 10    | Der Tod macht stille Leute  | 1. April 1994    |
| 12    | Ende gut, alles gut         | 8. April 1994    |